# Manuel Vázquez Montalbán
Manuel Vázquez Montalbán (Barcelona, 14 de Junho de 1939 — Banguecoque, Tailândia, 18 de Outubro de 2003) foi um escritor, jornalista, poeta e novelista espanhol.

## Biografia
O seu pai, Evaristo Vázquez, republicano exilado em França, entrou clandestinamente em Espanha para conhecer o filho recém-nascido e foi preso. Enquanto estudava jornalismo, Montalbán trabalhou como cobrador de uma casa funerária e deu aulas no seu bairro. Estudou Filosofia e Letras na Universidade Autónoma de Barcelona.
O seu primeiro trabalho profissional foi uma biografia do Cid. Em 1960 foi chefe nacional de propaganda do Servicio Universitário del Trabajo e depois colaborador interno da imprensa do Movimiento. Em 1961 casou com Ana Sallés e depois passou um ano e meio na prisão por ter participado numa manifestação. Ali escreveu o seu ensaio Informe sobre la información (1963). Entre 1963 e 1969 foi-lhe proibido o acesso aos meios de comunicação, e foi-lhe retirado o passaporte até 1972.
Participou na revista CAU (1970-74) e foi colaborador fixo da Triunfo e animador indiscutível das revistas Mundo Obrero, La Calle e Interviú. Em 1977 ingressou no Comité Central do Partido Socialista Unificado da Catalunha.
Montalbán é o criador do detetive galego Pepe Carvalho, protagonista de uma série policial que se passa em Barcelona. Escreveu ainda livros de poesia e vários ensaios. Publicou também a Autobiografia do General Franco (1992).

## Obras
- Recordando a Dardé, 1969
- Crónica sentimental de España, 1971
- Yo maté a Kenedy, 1972
- A la sombra de las muchachas sin flor, 1973
- Happy End, 1974
- Tatuaje, 1975
- La soledad del mánager, 1977
- Los mares del Sur, 1979 - (Distinguido com o Prémio Planeta, 1979)
- Manifesto subnormal, 1979
- Assassinato no comité central - no original Asesinato en el Comité Central, 1981
- Los pájaros de Bangkok, 1983
- La rosa de Alejandría, 1984
- O Pianista - no original El pianista, 1985
- Praga, 1985
- El balneario, 1986
- Los alegres muchachos de Atzavara, 1987
- Barcelonas, 1987
- El delantero centro fue asesinado al atardecer, 1989
- Pêro el viajero que huye, 1990
- Galindez, 1990
- Movimiento sin êxito, 1990
- El laberinto griego, 1991
- Autobiografia do General Franco - no original Autobiografia del General Franco, 1992
- Sabotaje olímpico, 1993
- El hermano pequeño, 1994
- El Premio, 1996
- O quinteto de Buenos Aires - no original Quinteto de Buenos Aires, 1997
- El hombre de mi vida, 2000
- Milenio Carvalho, 2004

## Adaptações
Algumas das obras de Manuel Vásquez Montablan foram adaptadas ao cinema, televisão e banda desenhada.

### Adaptações à banda desenhada
Em 2017, a editora espanhola Norma Editorial iniciou uma série denominada Carvalho, na qual são adaptados os romances do detetive Pepe Carvalho à banda desenhada. Os primeiros dois volumes, com argumento de Hernán Migoya e ilustrações de Bartolomé Seguí, foram editados em Portugal:
- Tatuagem (Levoir, 2018)[2]
- A Solidão do Executivo (Levoir, 2020)[3]